# Phelan (Texas)

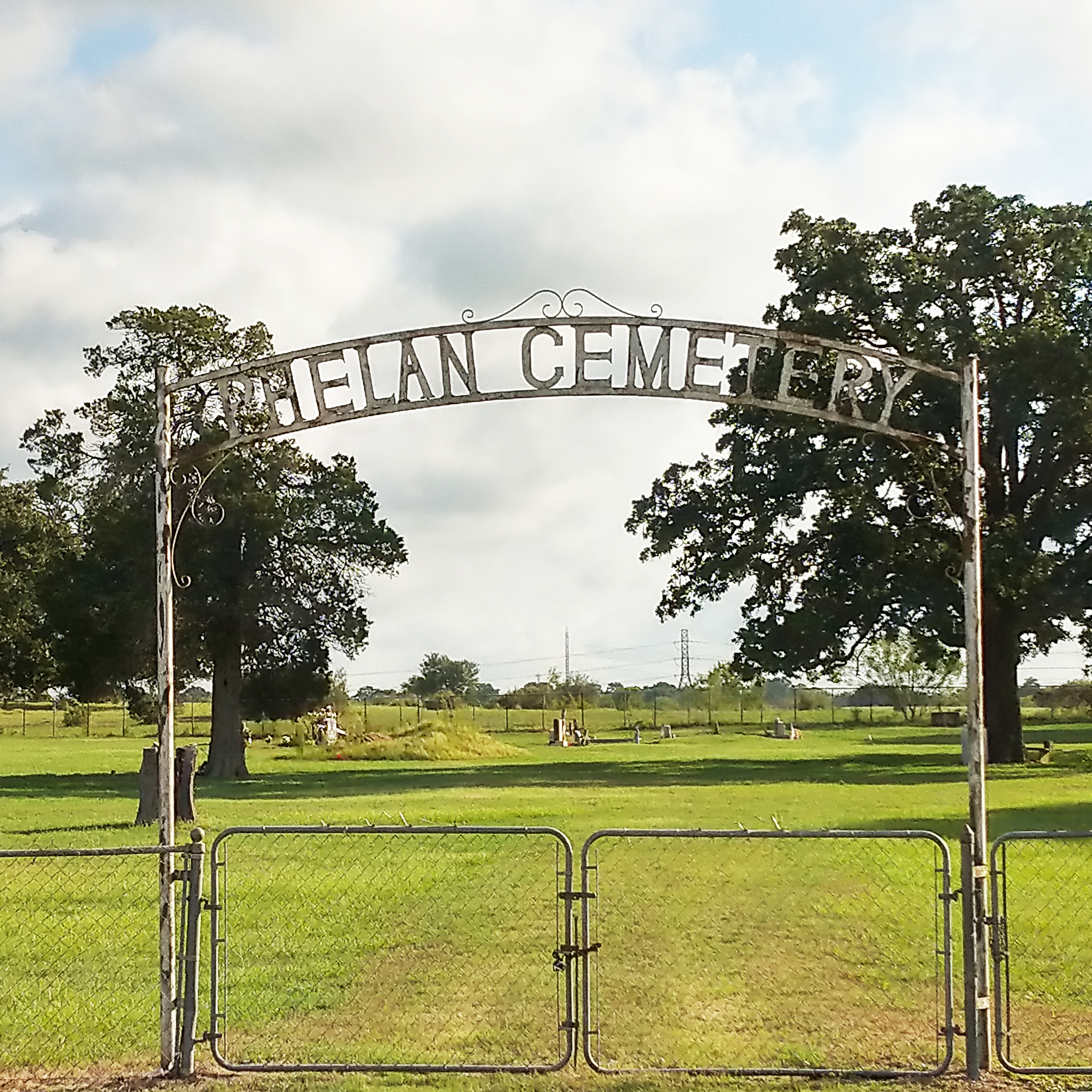
Cementerio de Phelan

Phelan es un pueblo fantasma en el condado de  Bastrop, Texas. Se encuentra a 3,2km al norte de Bastrop.

## Historia
El pueblo fue fundado en 1903, cuando John C. Phelan estableció la Compañia de Mineria de Independiencia de Fort Worth (Independence Mining Company of Fort Worth) para tener parte del carbón de lignito del condado de Bastrop.
En 1905, se aceptó una solicitud para tener una oficina de correos en el pueblo. John Phelan fue uno de los primeros directores de correos. En 1910 se construyó una escuela para los hijos de los mineros, que en su mayoría eran mexicanos. Para 1914, Phelan tenía una población de 800 habitantes
Aunque la escuela operó hasta 1933, la población se redujo a 200 en 1925 y la oficina de correos cerró en 1931. La minería en el condado de Bastrop continuó hasta la década de 1940 cuando fue abandonada.

## Hoy en día
Según los informes, el pueblo tiene muchos cimientos antiguos y una bóveda de banco en el subterráneo, así como pozos de minas peligrosos. Según una leyenda urbana, el colapso de una de las minas en la década de 1920 provocó la muerte de más de 20 trabajadores y varias mulas.
El Cementerio de Phelan, construido para las familias de los mineros, todavía existe. Contiene muchos monumentos católicos, lápidas con epitafios en español y varias lápidas de más antigüedad que ya no tienen inscripciones.